# Б-36 (футбольный клуб)

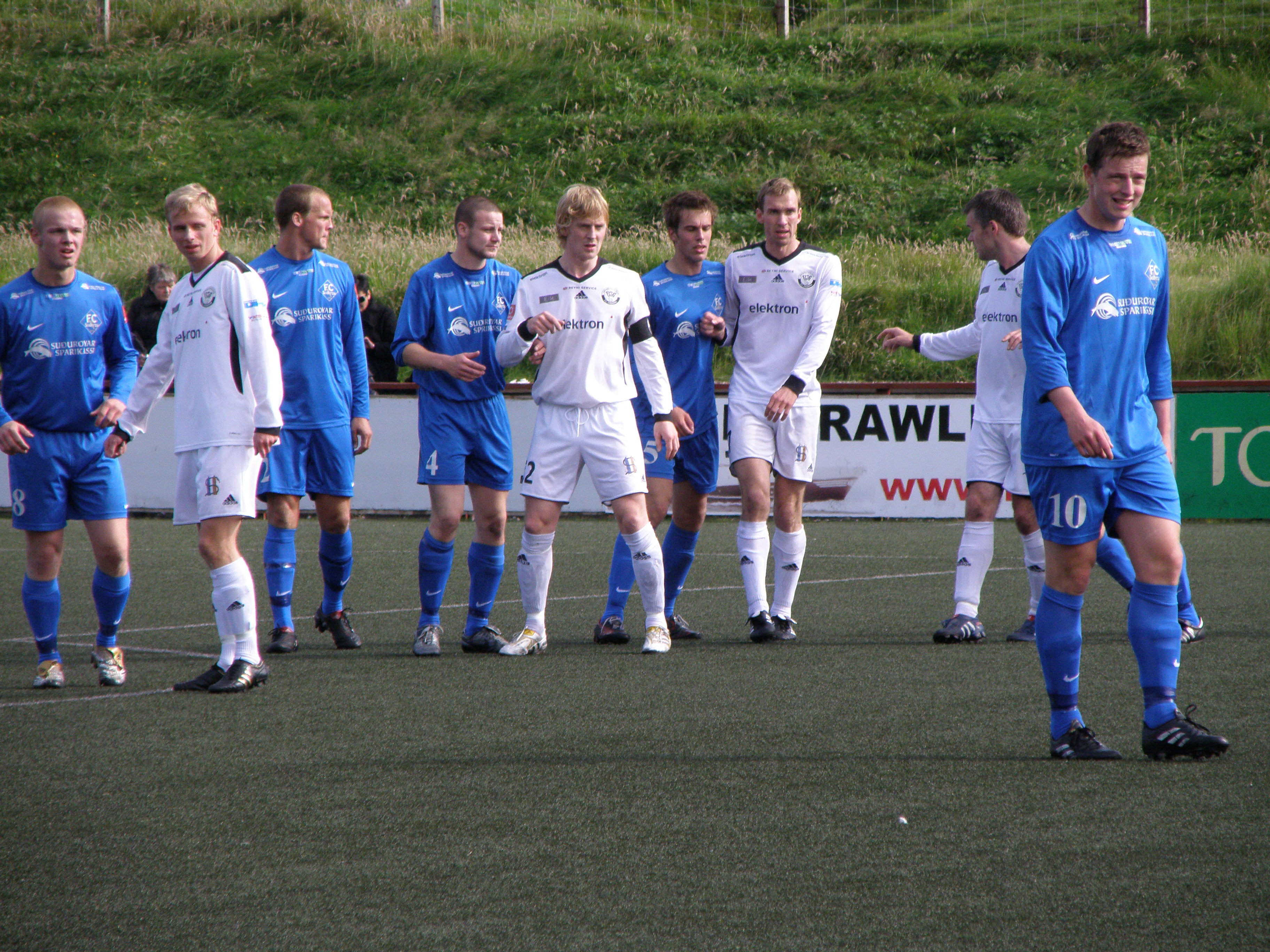
Игроки «Б-36» в матче против клуба «Судурой» (2010 год)

«Б-36 Торсхавн» (фар. Bóltfelagið 1936 Tórshavn) — фарерский футбольный клуб из Торсхавна, остров Стреймой. Основан 28 марта 1936 года. Домашние матчи проводит на стадионе «Гундадалур» общей вместительностью 5 000 зрителей. По числу завоеванных титулов «Б-36» является одним из самых успешных футбольных клубов Фарерских островов.

## История клуба
Футбольный клуб «Б-36» начал выступление еще в 1935 году, однако официальной датой создания клуба принято считать 28 марта 1936 года. Главным соперником «Б-36» является клуб «ХБ», поскольку обе команды представляют один город – столицу островов Торсхавн.
На данный момент[когда?] «Б-36» уступает столичным конкурентам по количеству завоеванных трофеев в местном чемпионате, на счету которого в общей сложности 19 выигранных чемпионатов и 25 титулов победителя национального кубка.
Футбольные команды из Фарерских островов впервые приняли участие в европейских клубных турнирах в 1992 году, после того как в 1990 году местная футбольная ассоциация стала членом УЕФА.
Сезон 1991 «Б-36» завершил на втором месте, и наряду с чемпионом лиги клубом «КИ» из Клаксвика принял участие в первом еврокубковом турнире для фарерских команд.
Как действующий победитель национального кубка «Б-36» должен был принять участие в турнире среди обладателей национальных трофеев европейских первенств – в Кубке обладателей кубков.
Как участник из чемпионата с нулевым рейтингом, команда стартовала в предварительном раунде. В соперники команде достался люксембургский клуб «Авенир» из Беггена. Несмотря на не самого грозного соперника, «Б-36» так и не смог перебороть волнение от старта в еврокубковом турнире: команда уступила со счетом 1:2 по сумме двух матчей (0:1 в гостях и 1:1 дома). Первый мяч в еврокубках оформил нападающий клуба Кари Рейнхейм.
В последующие годы «Б-36» неоднократно будет представлять местное первенство на европейской арене, правда, без особого успеха. Лишь дважды клуб сумеет преодолеть квалификационный барьер еврокубков: с исландским клубом «ИБВ» и «Биркиркарой» из Мальты.
В сезоне 2005/06 в рамках кубка УЕФА «Б-36» впервые праздновал победу в еврокубках в поединке с клубом «ИБВ» из чемпионата Исландии. Сыграв вничью 1:1 в гостях, команда праздновала успех в ответной встрече. 28 июля 2005 года на национальном стадионе Торсволлур «Б-36» впервые в своей истории одержал победу в еврокубковом матче. И первая же победа принесла команде успех по итогам всего противостояния: победив со счетом 2:1, клуб вышел в следующий раунд. Победный гол на счету полузащитника Бергура Мидъорда.
В следующем раунде в соперники команде достался датский «Мидтьюлланд». Принципиальное соперничество с именитым датским клубом обернулось драматичной дуэлью команд. В гостевом поединке на «SAS Арене» команда уступила датчанам со счетом 1:2. Гол на счету Инги Хёйстеда. 25 августа «Б-36» принимал датский коллектив в родных стенах. Проигрывая 1:2 почти весь матч, тем не менее, полузащитник клуба Аллан Моркоре забил гол в составе хозяев на 85-й минуте. Для итоговой победы оставалось провести еще два мяча, но клубу так и не удалось это сделать. Итоговое поражение 3:4 с минимальным преимуществом датчан завершило на тот момент самое успешное выступление клуба в еврокубках.
В том же году «Б-36» стал новым чемпионом страны и как победитель национального первенства отправился в самый престижный клубный турнир Европы – Лигу чемпионов.
Сезон 2006/07 в Лиге чемпионов клуб начинал в рамках первого отборочного раунда. В соперники «Б-36» достался клуб «Биркиркара» из Мальты. Борьбы не получилось: разгромив соперника со счетом 3:0 в гостях, команды обменялись забитыми мячами на Торсволлур 2:2. Итоговая победа 5:2 стала самой крупной победой клуба в еврокубках.
Во втором раунде еврокубкового отбора жребий по отношению к «Б-36» был неумолим: в соперники команде достался легендарный турецкий «Фенербахче». Команда не смогла составить достойного сопротивления противнику, уступив по всем статьям со счетом 0:9 (0:5 дома и 0:4 в гостях).

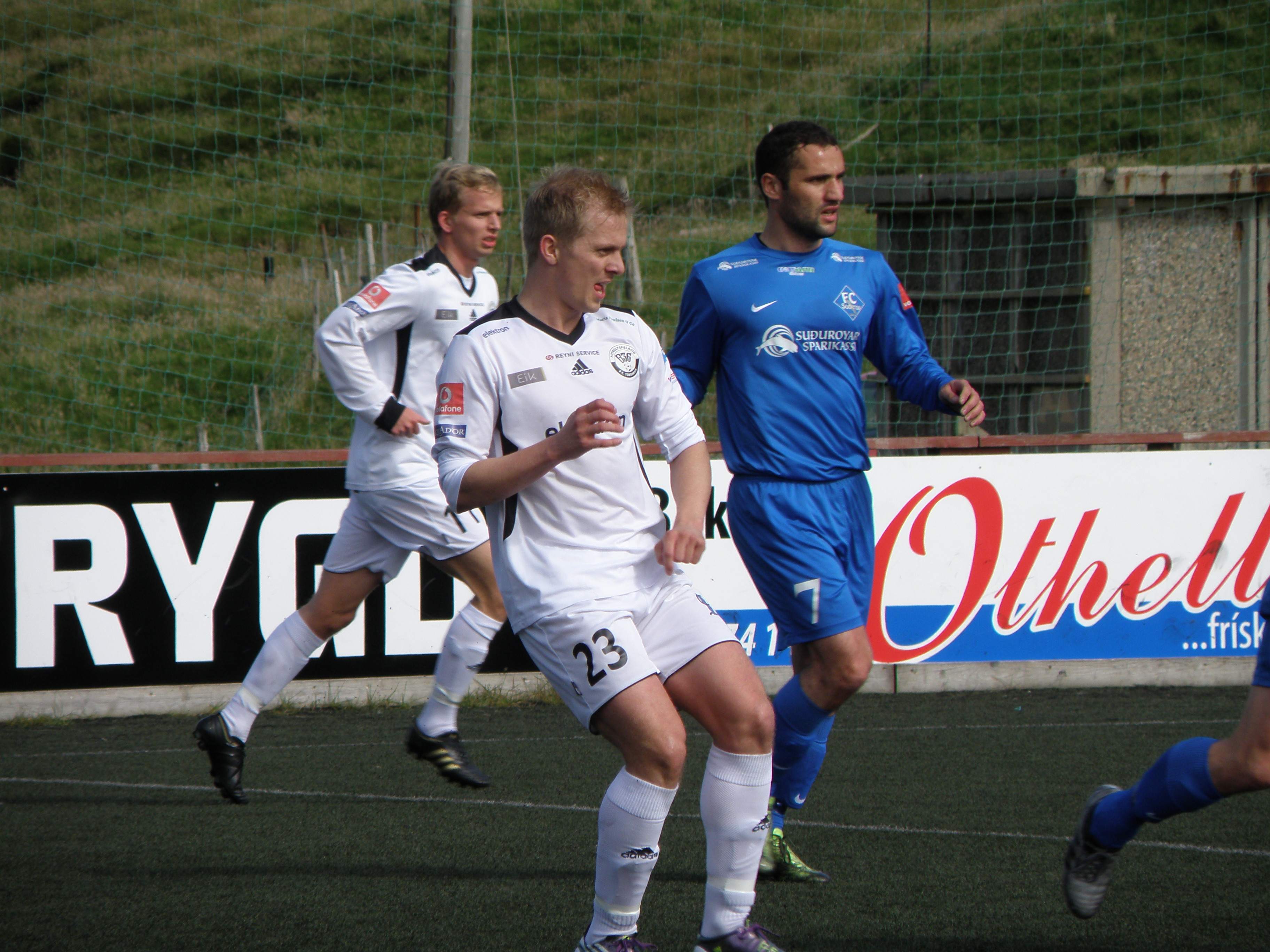
Игроки «Б-36» Хьялгрим Элттор и Кристиан Моуритсен в матче против клуба «Судурой» (2010 год)

Неплохо шли дела у клуба во внутреннем первенстве. Команда регулярно занимала места в призовой тройке, однако так и не смогла обойти «ХБ» по числу трофеев. В 1997 году при выпуске официальной книги об истории клуба «Б-36» заимствовал ряд фактов из истории своих соперников из «ХБ», мотивируя тем, что большинство собственных источников было утрачено. В последующие годы клубы упорно сражались за права на владение стадионом «Гундадалур», поскольку другой стадион города «Торсволлур» принадлежит национальной сборной, из-за чего оба клуба вынуждены делить арену друг с другом. В настоящее время стадион подчинен администрации Торсхавна.
Команда «Б-36» открыла ряд известных для Фарерских островов футболистов. В разные времена в клубе выступали такие известные для региона игроки как Якуп Миккельсен, Фроди Беньяминсен, Оли Йоханнесен, Якуп Борг, Одмар Фьеро, Йенс Кристиан Хансен, Джонас Тор Нес, Аллан Моркоре, Суни Ольсен и др.
Но, пожалуй, самым известным воспитанником команды можно назвать Инги Хёйстеда, в 2002 году перешедшего в молодежную академию лондонского «Арсенала», где он выступал до 2005 года. Отыграв в молодежной команде канониров в общей сложности три года, Хёйстед не сыграл ни одного матча за основную команду и даже ни разу не выходил на замену. По истечении контракта игрок вернулся в «Б-36». После проведенного сезона в домашнем первенстве Хёйстед вновь поехал покорять британские острова: игрок был взят в годичную аренду «Бирмингем Сити», но и там не провел ни одной игры за основу и вернулся обратно. В составе родного клуба принял участие в розыгрыше еврокубков в сезоне 2005/06, где отличился в гостевой встрече с датским клубом «Мидтьюлланд».
Не менее известный футболист команды Суни Ольсен, отыгравший два полных сезона в датском «Ольборге», где был основным игроком команды. После годичной аренды в «Виборге» игрок вернулся в родной чемпионат, где успел поиграть за «Викингур», после чего снова оказался в «Б-36». На счету Ольсена 53 международных матча за национальную сборную.

Помимо доморощенных игроков, в разное время в клубе выступали футболисты из других европейских стран. 

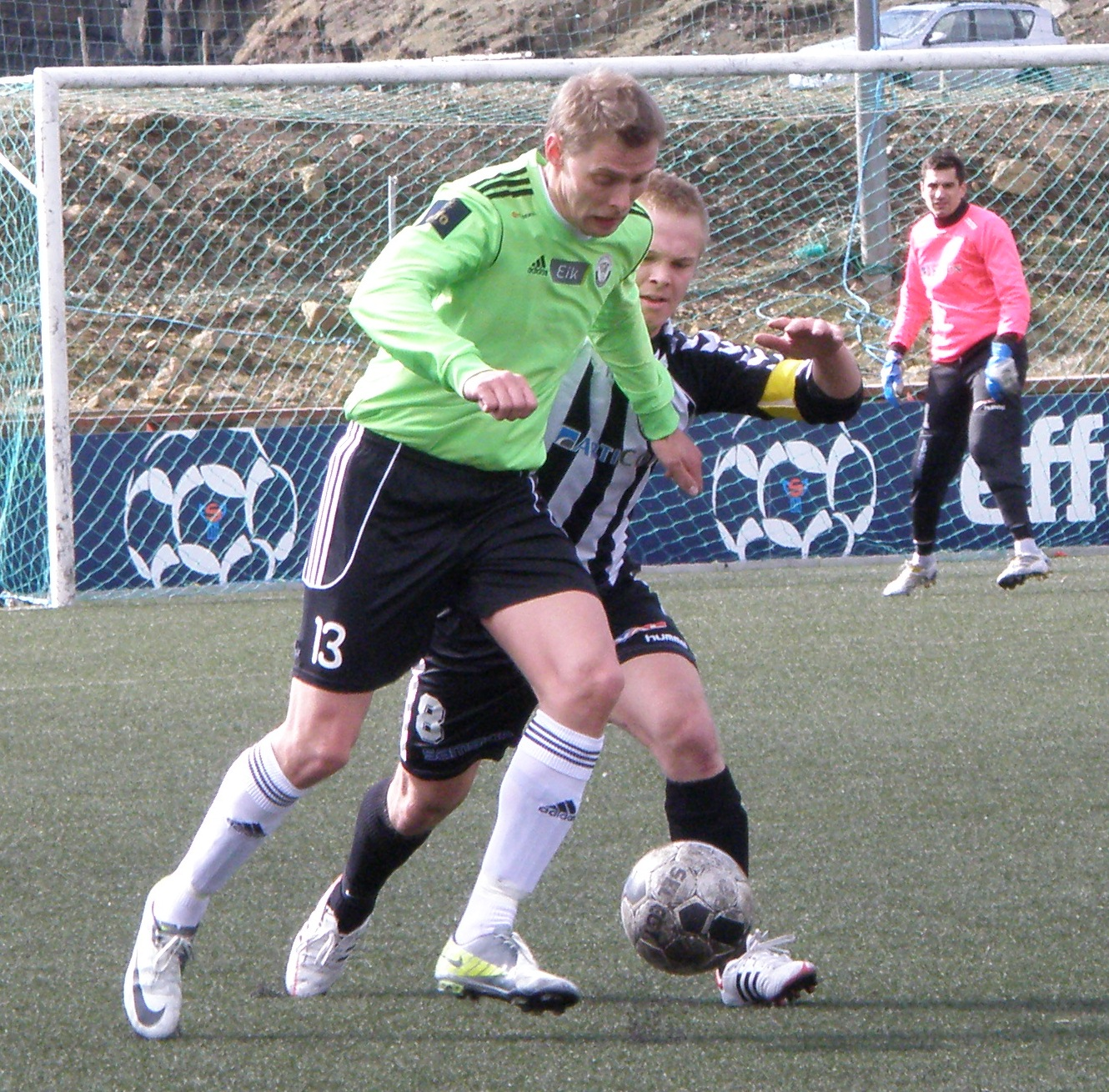
Игрок «Б-36» Симун Хансен в матче против клуба «Твёройри»
(15 апреля 2012)

 Большой популярностью пользовались в клубе выходцы из стран восточной Европы, таких как Сербия, Венгрия и Польша. В 2008 году команду пополнили сербский футболист Дмитрий Янкович и Тамаш Надь из Венгрии. К тому моменту в «Б-36» уже выступал бразильский легионер Алекс дос Сантош, потому число легионеров в команде возросло до трех.
В 2014 году «Б-36» в десятый раз в своей истории стал чемпионом местного первенства, на одно очко опередив главного конкурента «ХБ» из Торсхавна. В чемпионском составе команды числилось два легионера: нигериец Адешина Лаваль и Лукаш Чеслевич из Польши. К тому моменту поляк имел опыт выступления в датских клубах «Брондбю» и «Хвидовре», после чего перебрался в «Б-36». Отец Лукаша Роберт Чеслевич ранее выступал в местном чемпионате за клубы «ИФ» и «ВБ Вагур». По стопам отца и брата последует и младший представитель семьи Адриан Чеслевич, в том же году присоединившийся к брату в «Б-36». Тем не менее, отыграв лишь три матча за команду, Адриан перейдёт в валлийский «Нью-Сейнтс».
В 2015 году «Б-36» выиграл свой одиннадцатый чемпионский титул. Впервые в истории команда выиграла национальное первенство два года подряд.

## Достижения клуба
- Премьер Лига
  - Чемпион (11): 1946, 1948, 1950, 1959, 1962, 1997, 2001, 2005, 2011, 2014, 2015
  - Вице-чемпион (9): 1960, 1961, 1964, 1965, 1968, 1990, 1991, 2003, 2004
- Первый дивизион
  - Чемпион (1): 1985
- Кубок Фарерских островов
  - Победитель (6): 1965, 1991, 2001, 2003, 2006, 2018
  - Финалист (11): 1959, 1961, 1963, 1964, 1967, 1968, 1969, 1972, 1999, 2008, 2017
- Суперкубок Фарерских островов
  - Победитель (1): 2007

## Тренеры клуба
- Якоб Томсен (1978–1979)
- Соульбьёрн Мортенсен (1979–1980)
- Стэн Милз &  Жорлейф Курберг (1980–1981)
- Йовган Нордбуд (1981–1983)
- Йохан Нильсен (1983–1986)
- Йовган Нордбуд (1988–1990)
- Петур Симонсен (1990–1993)
- Яцек Буркхард (1993–1994)
- Петур Симонсен (1994)
- Поль Гудлагсон &  Войцлав Захревски (1994–1995)
- Петур Симонсен (1995–1996)
- Йовган Нордбуд (1996–1997)
- Томислав Сивич (1997–2000)
- Пер Олов Андерссон &  Петр Краковски (2000–2001)
- Петр Краковски (2001–2003)
- Ион Геолгау (2003–2004)
- Йоханес Якобсен (2004–2005)
- Сигфридур Клементсен (2005–2006)
- Курт Моркоре (2006–2007)
- Хедин Аскам (2007–2008)
- Миккьял Томассен &  Милан Цимбурович (2009)
- Сигфридур Клементсен (2009–2010)
- Аллан Моркоре (2010)
- Джон Петерсен &  Миккьял Томассен (2010–2011)
- Миккьял Томассен (2011–2013)
- Самаль Эрик Хенце (2013–2014)
- Эйдур Клакстейн (2014–2016)
- Якуп Борг (2017—2020)
- Дан Бримсвуйк (2020—н. в.)

## Статистика выступлений с 2000 года
| Сезон | Ранг | Турнир       | Место | И  | В  | Н  | П  | ГЗ | ГП | РГ  | Очки | Кубок      | Исход |
| ----- | ---- | ------------ | ----- | -- | -- | -- | -- | -- | -- | --- | ---- | ---------- | ----- |
| 2000  | 1    | Премьер лига | 6     | 18 | 9  | 1  | 8  | 49 | 27 | +22 | 28   | 1/4 финала |       |
| 2001  | 1    | Премьер лига | 1     | 18 | 15 | 1  | 2  | 55 | 15 | +40 | 46   | Победитель |       |
| 2002  | 1    | Премьер лига | 5     | 18 | 9  | 5  | 4  | 55 | 27 | +28 | 32   | 1/4 финала |       |
| 2003  | 1    | Премьер лига | 2     | 18 | 12 | 1  | 5  | 38 | 20 | +18 | 37   | Победитель |       |
| 2004  | 1    | Премьер лига | 2     | 18 | 10 | 4  | 4  | 37 | 21 | +16 | 34   | 1/4 финала |       |
| 2005  | 1    | Премьер лига | 1     | 27 | 15 | 9  | 3  | 38 | 17 | +21 | 54   | 2-й раунд  |       |
| 2006  | 1    | Премьер лига | 3     | 27 | 13 | 8  | 6  | 45 | 32 | +13 | 47   | Победитель |       |
| 2007  | 1    | Премьер лига | 3     | 27 | 15 | 7  | 5  | 47 | 23 | +24 | 52   | 2-й раунд  |       |
| 2008  | 1    | Премьер лига | 3     | 27 | 14 | 6  | 7  | 34 | 25 | +9  | 48   | Финалист   |       |
| 2009  | 1    | Премьер лига | 8     | 27 | 7  | 7  | 13 | 37 | 53 | -16 | 28   | 1-й раунд  |       |
| 2010  | 1    | Премьер лига | 6     | 27 | 11 | 7  | 9  | 44 | 36 | +8  | 40   | 1/2 финала |       |
| 2011  | 1    | Премьер лига | 1     | 27 | 21 | 4  | 2  | 63 | 28 | +35 | 67   | 1-й раунд  |       |
| 2012  | 1    | Премьер лига | 6     | 27 | 10 | 8  | 9  | 42 | 36 | +6  | 38   | 1-й раунд  |       |
| 2013  | 1    | Премьер лига | 3     | 27 | 12 | 10 | 5  | 48 | 35 | +13 | 46   | 1-й раунд  |       |
| 2014  | 1    | Премьер лига | 1     | 27 | 19 | 4  | 4  | 53 | 25 | +28 | 61   | 1/4 финала |       |
| 2015  | 1    | Премьер лига | 1     | 27 | 18 | 7  | 2  | 60 | 25 | +35 | 61   | 1/2 финала |       |
| 2016  | 1    | Премьер лига | 4     | 27 | 14 | 7  | 6  | 46 | 28 | +18 | 49   | 1/4 финала |       |
| 2017  | 1    | Премьер лига | 3     | 27 | 13 | 9  | 5  | 62 | 39 | +23 | 48   | Финалист   |       |
| 2018  | 1    | Премьер лига | -     | -  | -  | -  | -  | -  | -  | -   | -    | -          |       |

## Выступления в еврокубках
| Сезон   | Турнир                   | Раунд                   | Соперник            | Дома           | В гостях       | Общий счёт     |  |
| ------- | ------------------------ | ----------------------- | ------------------- | -------------- | -------------- | -------------- |  |
| 1992/93 | Кубок обладателей кубков | Предварительный раунд   | Авенир Бегген       | 1:1            | 0:1            | 1:2            |  |
| 1997    | Кубок Интертото          | Группа 5                | Генк                | 0:5            | –              | 5-е            |  |
| 1997    | Кубок Интертото          | Группа 5                | Стабек              | –              | 0:5            | 5-е            |  |
| 1997    | Кубок Интертото          | Группа 5                | Динамо (Москва)     | 0:1            | –              | 5-е            |  |
| 1997    | Кубок Интертото          | Группа 5                | Панахаики           | –              | 2:4            | 5-е            |  |
| 1998/99 | Лига чемпионов УЕФА      | Первый отборочный раунд | Бейтар (Иерусалим)  | 0:1            | 1:4            | 1:5            |  |
| 1999/00 | Кубок УЕФА               | Предварительный раунд   | Анкарагюджю         | 0:1            | 0:1            | 0:2            |  |
| 2000/01 | Кубок УЕФА               | Предварительный раунд   | Академиск           | 0:1            | 0:8            | 0:9            |  |
| 2002/03 | Лига чемпионов УЕФА      | Первый отборочный раунд | Торпедо (Кутаиси)   | 0:1            | 2:5            | 2:6            |  |
| 2004/05 | Кубок УЕФА               | Первый отборочный раунд | Металлург (Лиепая)  | 1:3            | 1:8            | 2:11           |  |
| 2005/06 | Кубок УЕФА               | Первый отборочный раунд | Вестманнаэйяр       | 2:1            | 1:1            | 3:2            |  |
| 2005/06 | Кубок УЕФА               | Второй отборочный раунд | Мидтьюлланн         | 2:2            | 1:2            | 3:4            |  |
| 2006/07 | Лига чемпионов УЕФА      | Первый отборочный раунд | Биркиркара          | 2:2            | 3:0            | 5:2            |  |
| 2006/07 | Лига чемпионов УЕФА      | Второй отборочный раунд | Фенербахче          | 0:5            | 0:4            | 0:9            |  |
| 2007/08 | Кубок УЕФА               | Первый отборочный раунд | Экранас             | 1:3            | 2:3            | 3:6            |  |
| 2008/09 | Кубок УЕФА               | Первый отборочный раунд | Брондбю             | 0:2            | 0:1            | 0:3            |  |
| 2009/10 | Лига Европы УЕФА         | Первый отборочный раунд | Олимпи (Рустави)    | 0:2            | 0:2            | 0:4            |  |
| 2012/13 | Лига чемпионов УЕФА      | Первый отборочный раунд | Линфилд             | 0:0            | 0:0            | 0:03:4         |  |
| 2014/15 | Лига Европы УЕФА         | Первый отборочный раунд | Линфилд             | 1:2            | 1:1            | 2:3            |  |
| 2015/16 | Лига чемпионов УЕФА      | Первый отборочный раунд | Нью-Сейнтс          | 1:2            | 1:4            | 2:6            |  |
| 2016/17 | Лига чемпионов УЕФА      | Первый отборочный раунд | Валлетта            | 2:1            | 0:1            | 2:2(г)         |  |
| 2017/18 | Лига Европы УЕФА         | Первый отборочный раунд | Нымме Калью         | 1:2            | 1:2            | 2:4            |  |
| 2018/19 | Лига Европы УЕФА         | Предварительный раунд   | Сент-Джозефс        | 1:1            | 1:1            | 2:2 (4:2 пен.) |  |
| 2018/19 | Лига Европы УЕФА         | Первый отборочный раунд | Младост (Подгорица) | 0:0            | 2:1            | 2:1            |  |
| 2018/19 | Лига Европы УЕФА         | Второй отборочный раунд | Бешикташ            | 0:2            | 0:6            | 0:8            |  |
| 2019/20 | Лига Европы УЕФА         | Первый отборочный раунд | Крузейдерс          | 2:3            | 0:2            | 2:5            |  |
| 2020/21 | Лига Европы УЕФА         | Предварительный раунд   | Сент-Джозефс        | 2:1            | 2:1            | 2:1            |  |
| 2020/21 | Лига Европы УЕФА         | Первый отборочный раунд | Левадия             | 4:3            | 4:3            | 4:3            |  |
| 2020/21 | Лига Европы УЕФА         | Второй отборочный раунд | Нью-Сейнтс          | 2:2 (5:4 пен.) | 2:2 (5:4 пен.) | 2:2 (5:4 пен.) |  |
| 2020/21 | Лига Европы УЕФА         | Третий отборочный раунд | ЦСКА София          | 1:3            | 1:3            | 1:3            |  |
| 2022/23 | Лига конференций УЕФА    | Первый отборочный раунд |                     |                |                |                |  |